# Cunene
Cunene är en provins i Angola. Cunene har en yta på 87 342 km² och omkring 200 000 invånare. Huvudstaden i provinsen är Ondjiva.  Cunene ligger norr om floden Cunene som bildar gränsen mellan Angola and Namibia.